# Jaume d'Aragó i d'Anjou
Jaume d'Aragó i d'Anjou dit “el Dissortat” (1296 - Tarragona, 1334) fou príncep d'Aragó.

## Orígens familiars
Nasqué el 29 de setembre de 1296, i va ser el fill primogènit del comte de Barcelona i rei d'Aragó Jaume II el Just i la seva segona muller, Blanca de Nàpols. Per línia paterna era net del comte-rei Pere el Gran i Constança de Sicília, i per línia materna del rei Carles II de Nàpols i Maria d'Hongria.

## Vida religiosa
Va renunciar a la corona el 1319, per fer-se eclesiàstic, després de fugir d'amagat de les seves pròpies núpcies amb Elionor de Castella que se celebraren a Gandesa el 5 d'octubre del mateix any. Va esdevenir frare de l'Orde de Montesa, i amb això va aconseguir vestir el mantell blanc amb la creu vermella. La seva educació va estar molt influïda per les idees d'Arnau de Vilanova i de Ramon Llull.
Com a conseqüència de la seva renúncia, el seu germà Alfons, futur Alfons el Benigne, fou designat hereu de la corona, i va ser qui finalment es va casar amb la princesa castellana desdenyada.